# Al Robinson
Pour les articles homonymes, voir Robinson.
Al Robinson est un boxeur américain né le 18 juin 1947 à Paris, au Texas, et mort le 24 janvier 1974 à Oakland, en Californie.

## Carrière
Il participe aux Jeux olympiques d'été de 1968 dans la catégorie poids plumes et y remporte la médaille d'argent.